# Rio Psou
O rio Psou em abecásio: (Ҧсоу), geórgiano: (ფსოუ), em russo: (Псоу) é um rio do Cáucaso Ocidental. Este rio corre ao longo da encosta sul do Grande Cáucaso, montanhas constituintes da Cordilheira do Cáucaso que faz fronteira entre a Geórgia e a Rússia. É um rio pequeno mas muito rápido, um nascido no sopé dos picos Ayumga (Аюмга) e Atezherta (Атежерта), , mas somente a cerca de 2730 metros, a leste do Monte Agepsta.
Este rio Psou desagua no Mar Negro depois de percorrer cerca de 57 km e de receber a as águas de uma bacia de drenagem com cerca de 420 km2.